# レオニダス・カヴァコス
レオニダス・カヴァコス（Λεωνίδας Καβάκος / Leonidas Kavakos, 1967年10月30日 - ）は、ギリシャのヴァイオリニストである。

## 生い立ち
アテネの音楽一家に生まれた。5歳の時にヴァイオリンを始め、ギリシャ国立音楽院に進み、ステリオス・カファンタリス（Stelios Kafantaris）に師事した。その後、オナシス財団の奨学金で、インディアナ大学のマスタークラスに参加し、ジョーゼフ・ギンゴールドに師事した。1984年、アテネ音楽祭でコンサート・デビューを果たし、1985年、シベリウス国際ヴァイオリン・コンクールで最年少の第1位、1986年にはインディアナポリス国際ヴァイオリン・コンクールで銀メダル（第2位）を獲得した(第1位は竹澤恭子)。また、21歳の1988年、ニューヨークで行われたナウムブルク・コンクール、ジェノヴァのパガニーニ国際コンクールで第1位を獲得した(パガニーニ国際コンクールの第2位は諏訪内晶子)。

## 活動

### アメリカ
1986年にデビューし、翌年、各地でリサイタルを行った。毎年、北アメリカの演奏旅行を行い、シカゴ交響楽団、モントリオール交響楽団など主要オーケストラと共演している。

### ヨーロッパ
シベリウス国際ヴァイオリン・コンクールの優勝で有名になり、ベルリン・フィルハーモニー管弦楽団、ウィーン・フィルハーモニー管弦楽団など一流オーケストラと共演している。音楽祭では、1994年にルツェルン音楽祭に出演したのを始めとして、ザルツブルク音楽祭などに出演した。イギリスでは、1992年にプロムスでストラヴィンスキーのヴァイオリン協奏曲を演奏した他、主要オーケストラと共演した。2006年、ヴァレリー・ゲルギエフの音楽祭に出演する。

### アジア
日本では、1988年、カザルスホールでのリサイタル、イギリス室内管弦楽団との日本ツアー、東京都交響楽団、新日本フィルハーモニー交響楽団との共演など、大成功を収めた。
2016年には、pacific music festival 2016 sapporo に参加。

### レコーディング
シベリウス国際ヴァイオリン・コンクールでの優勝後、再度シベリウスに取り組み、1991年、ヴァイオリン協奏曲の最終版と1903/1904年版（初版、遺族により非公開とされている譜例の一つで、原典版ではない）の2つの版の世界同時初録音を行い（BISレーベル）、『グラモフォン』誌の協奏曲部門の年度賞を受賞した。また、ドビュッシー、パガニーニ、シューベルト、チャイコフスキー、ヴィエニャフスキなどの作品をデロス（レーベル）、フィンランディア（レーベル）で行った。2006年、カメラータ・ザルツブルクとモーツァルトの5曲のヴァイオリン協奏曲と1曲の交響曲をソニーBMGに録音した。
2012年にデッカ・レコードと専属契約、エンリコ・パーチェをピアニストにベートーヴェンのヴァイオリンソナタ全集を録音している。

### 室内楽
室内楽でも精力的に活動し、毎年、出身地であるアテネの音楽祭で室内楽を演奏している。

### 指揮
指揮者としても活動しており、2001年にカメラータ・ザルツブルクの首席客演アーティストに指名され、以後、同楽団のソリスト、指揮者として活動しており、2007年にはロジャー・ノリントンを引き継いて同楽団の音楽監督に就任する。

## 使用楽器
以前は1692年製ストラディヴァリウス"ファルマス"とJ・B・ガダニーニを所有していたが売却、現在は1724年製ストラディヴァリウス"Avergavenny"と三台のモダンヴァイオリンを所有している。